# Estrela de Bessèges de 2023
A 53.ª edição da competição ciclista Estrela de Bessèges (chamado oficialmente: Étoile de Bessèges) foi uma corrida de ciclismo em estrada por etapas que se celebrou entre o 1 e o 5 de fevereiro de 2023 no França com início na cidade de Bellegarde e final na cidade de Alès , sobre uma distância total de 659,68 km.
A corrida fez parte do UCI Europe Tour de 2023, calendário ciclístico dos Circuitos Continentais da UCI, dentro da categoria 2.1 e foi vencida pelo estado-unidense Neilson Powless do EF Education-EasyPost. Completaram o pódio, como segundo e terceiro classificado respectivamente, o dinamarquês Mattias Skjelmose Jensen e o francês Pierre Latour do TotalEnergies.

## Equipas participantes
Tomaram parte na corrida 20 equipas: 8 de categoria UCI WorldTeam convidados pela organização, 8 de categoria UCI ProTeam e 4 de categoria Continental. Formaram assim um pelotão de 140 ciclistas dos que acabaram 112. As equipas participantes foram:
| Equipes WorldTeam (8)- AG2R Citroën Team - Cofidis - Groupama-FDJ - Arkéa-Samsic - Ineos Grenadiers - Trek-Segafredo - Alpecin-Deceuninck - EF Education-EasyPost Equipes ProTeam (8)- TotalEnergies - Bingoal WB - Lotto Dstny - Israel-Premier Tech - Team Flanders-Baloise - Uno-X Pro Cycling Team - Equipo Kern Pharma - Tudor Pro Cycling Team Equipes Continentais (4)- Go Sport-Roubaix Lille Métropole - Nice Métropole Côte d'Azur - Saint Michel-Mavic-Auber 93 - CIC U Nantes Atlantique |
| |

## Percurso
A Estrela de Bessèges dispôs de cinco etapas dividido numa etapa plana, três em media montanha, e uma contrarrelógio individual para um percurso total de 659,68 quilómetros.
| Etapa | Data   | Percurso                               | type                      | Distância (km) | Elevação (m) | Vencedor          | Líder geral       |
| ----- | ------ | -------------------------------------- | ------------------------- | -------------- | ------------ | ----------------- | ----------------- |
| 1     | 1 fev. | Bellegarde – Bellegarde                | etapa plana               | 162,18         | 800 m        | Arnaud De Lie     | Arnaud De Lie     |
| 2     | 2 fev. | Bagard – Aubais                        | etapa escarpada           | 169,63         | 1 732 m      | stage neutralised | Arnaud De Lie     |
| 3     | 3 fev. | Bessèges – Bessèges                    | etapa escarpada           | 169,71         | 3 053 m      | Arnaud De Lie     | Arnaud De Lie     |
| 4     | 4 fev. | Saint-Christol-lès-Alès – Mont Bouquet | etapa escarpada           | 147,5          | 2 180 m      | Mattias Skjelmose | Mattias Skjelmose |
| 5     | 5 fev. | Alès – Alès                            | contrarrelógio individual | 10,66          | 222 m        | Mads Pedersen     | Neilson Powless   |

## Desenvolvimento da corrida

### 1.ª etapa
| Bellegarde - Bellegarde | etapa plana | (162,18 km) |

| \| Classificação por etapas \| Classificação por etapas \| Classificação por etapas \| Classificação por etapas \| Classificação por etapas \| \| Ciclista \| Ciclista \| Equipe \| Tempo \| \| \| ------------------------ \| -------------------------- \| ------------------------ \| ------------------------ \| ------------------------ \| \| 1. \| Arnaud De Lie \| Lotto Dstny \| 3h30m35s \| \| \| 2. \| Mads Pedersen \| Trek-Segafredo \| + 0s \| \| \| 3. \| Benoît Cosnefroy \| AG2R Citroën Team \| + 0s \| \| \| 4. \| Dylan Teuns \| Israel-Premier Tech \| + 3s \| \| \| 5. \| Andrea Piccolo \| EF Education-EasyPost \| + 3s \| \| \| 6. \| Mattias Skjelmose \| Trek-Segafredo \| + 5s \| \| \| 7. \| Neilson Powless \| EF Education-EasyPost \| + 5s \| \| \| 8. \| Aaron Van Poucke \| Team Flanders-Baloise \| + 5s \| \| \| 9. \| Pau Miquel \| Equipo Kern Pharma \| + 8s \| \| \| 10. \| Anders Halland Johannessen \| Uno-X Pro Cycling Team \| + 8s \| \| |                            |                        |          |
| |                            |                        |          |
| |                            |                        |          |
| Classificação por etapas |                            |                        |          |
| Ciclista | Ciclista                   | Equipe                 | Tempo    |
| 1. | Arnaud De Lie              | Lotto Dstny            | 3h30m35s |
| 2. | Mads Pedersen              | Trek-Segafredo         | + 0s     |
| 3. | Benoît Cosnefroy           | AG2R Citroën Team      | + 0s     |
| 4. | Dylan Teuns                | Israel-Premier Tech    | + 3s     |
| 5. | Andrea Piccolo             | EF Education-EasyPost  | + 3s     |
| 6. | Mattias Skjelmose          | Trek-Segafredo         | + 5s     |
| 7. | Neilson Powless            | EF Education-EasyPost  | + 5s     |
| 8. | Aaron Van Poucke           | Team Flanders-Baloise  | + 5s     |
| 9. | Pau Miquel                 | Equipo Kern Pharma     | + 8s     |
| 10. | Anders Halland Johannessen | Uno-X Pro Cycling Team | + 8s     |

| \| Classificação geral \| Classificação geral \| Classificação geral \| Classificação geral \| Classificação geral \| \| Ciclista \| Ciclista \| Equipe \| Tempo \| \| \| ------------------- \| -------------------------- \| ---------------------- \| ------------------- \| ------------------- \| \| 1. \| Arnaud De Lie \| Lotto Dstny \| 3h30m25s \| \| \| 2. \| Mads Pedersen \| Trek-Segafredo \| + 4s \| \| \| 3. \| Benoît Cosnefroy \| AG2R Citroën Team \| + 6s \| \| \| 4. \| Dylan Teuns \| Israel-Premier Tech \| + 13s \| \| \| 5. \| Andrea Piccolo \| EF Education-EasyPost \| + 13s \| \| \| 6. \| Mattias Skjelmose \| Trek-Segafredo \| + 15s \| \| \| 7. \| Neilson Powless \| EF Education-EasyPost \| + 15s \| \| \| 8. \| Aaron Van Poucke \| Team Flanders-Baloise \| + 15s \| \| \| 9. \| Pau Miquel \| Equipo Kern Pharma \| + 18s \| \| \| 10. \| Anders Halland Johannessen \| Uno-X Pro Cycling Team \| + 18s \| \| |                            |                        |          |
| |                            |                        |          |
| |                            |                        |          |
| Classificação geral |                            |                        |          |
| Ciclista | Ciclista                   | Equipe                 | Tempo    |
| 1. | Arnaud De Lie              | Lotto Dstny            | 3h30m25s |
| 2. | Mads Pedersen              | Trek-Segafredo         | + 4s     |
| 3. | Benoît Cosnefroy           | AG2R Citroën Team      | + 6s     |
| 4. | Dylan Teuns                | Israel-Premier Tech    | + 13s    |
| 5. | Andrea Piccolo             | EF Education-EasyPost  | + 13s    |
| 6. | Mattias Skjelmose          | Trek-Segafredo         | + 15s    |
| 7. | Neilson Powless            | EF Education-EasyPost  | + 15s    |
| 8. | Aaron Van Poucke           | Team Flanders-Baloise  | + 15s    |
| 9. | Pau Miquel                 | Equipo Kern Pharma     | + 18s    |
| 10. | Anders Halland Johannessen | Uno-X Pro Cycling Team | + 18s    |

### 2.ª etapa
| Bagard - Aubais | etapa escarpada | (169,63 km) |

Etapa cancelada.

### 3.ª etapa
| Bessèges - Bessèges | etapa escarpada | (169,71 km) |

| \| Classificação por etapas \| Classificação por etapas \| Classificação por etapas \| Classificação por etapas \| Classificação por etapas \| \| Ciclista \| Ciclista \| Equipe \| Tempo \| \| \| ------------------------ \| ------------------------ \| ------------------------ \| ------------------------ \| ------------------------ \| \| 1. \| Arnaud De Lie \| Lotto Dstny \| 4h03m47s \| \| \| 2. \| Valentin Ferron \| TotalEnergies \| + 0s \| \| \| 3. \| Samuel Watson \| Groupama-FDJ \| + 0s \| \| \| 4. \| Louis Barré \| Arkéa-Samsic \| + 0s \| \| \| 5. \| Sep Vanmarcke \| Israel-Premier Tech \| + 0s \| \| \| 6. \| Joel Suter \| Tudor Pro Cycling Team \| + 0s \| \| \| 7. \| Rémy Mertz \| Bingoal WB \| + 0s \| \| \| 8. \| Pierre Latour \| TotalEnergies \| + 0s \| \| \| 9. \| Greg Van Avermaet \| AG2R Citroën Team \| + 0s \| \| \| 10. \| Franck Bonnamour \| AG2R Citroën Team \| + 0s \| \| |                   |                        |          |
| |                   |                        |          |
| |                   |                        |          |
| Classificação por etapas |                   |                        |          |
| Ciclista | Ciclista          | Equipe                 | Tempo    |
| 1. | Arnaud De Lie     | Lotto Dstny            | 4h03m47s |
| 2. | Valentin Ferron   | TotalEnergies          | + 0s     |
| 3. | Samuel Watson     | Groupama-FDJ           | + 0s     |
| 4. | Louis Barré       | Arkéa-Samsic           | + 0s     |
| 5. | Sep Vanmarcke     | Israel-Premier Tech    | + 0s     |
| 6. | Joel Suter        | Tudor Pro Cycling Team | + 0s     |
| 7. | Rémy Mertz        | Bingoal WB             | + 0s     |
| 8. | Pierre Latour     | TotalEnergies          | + 0s     |
| 9. | Greg Van Avermaet | AG2R Citroën Team      | + 0s     |
| 10. | Franck Bonnamour  | AG2R Citroën Team      | + 0s     |

| \| Classificação geral \| Classificação geral \| Classificação geral \| Classificação geral \| Classificação geral \| \| Ciclista \| Ciclista \| Equipe \| Tempo \| \| \| ------------------- \| ------------------- \| --------------------- \| ------------------- \| ------------------- \| \| 1. \| Arnaud De Lie \| Lotto Dstny \| 7h34m02s \| \| \| 2. \| Benoît Cosnefroy \| AG2R Citroën Team \| + 16s \| \| \| 3. \| Dylan Teuns \| Israel-Premier Tech \| + 23s \| \| \| 4. \| Samuel Watson \| Groupama-FDJ \| + 24s \| \| \| 5. \| Mattias Skjelmose \| Trek-Segafredo \| + 25s \| \| \| 6. \| Neilson Powless \| EF Education-EasyPost \| + 25s \| \| \| 7. \| Pierre Latour \| TotalEnergies \| + 28s \| \| \| 8. \| Ben Tulett \| Ineos Grenadiers \| + 28s \| \| \| 9. \| Krists Neilands \| Israel-Premier Tech \| + 28s \| \| \| 10. \| Pau Miquel \| Equipo Kern Pharma \| + 28s \| \| |                   |                       |          |
| |                   |                       |          |
| |                   |                       |          |
| Classificação geral |                   |                       |          |
| Ciclista | Ciclista          | Equipe                | Tempo    |
| 1. | Arnaud De Lie     | Lotto Dstny           | 7h34m02s |
| 2. | Benoît Cosnefroy  | AG2R Citroën Team     | + 16s    |
| 3. | Dylan Teuns       | Israel-Premier Tech   | + 23s    |
| 4. | Samuel Watson     | Groupama-FDJ          | + 24s    |
| 5. | Mattias Skjelmose | Trek-Segafredo        | + 25s    |
| 6. | Neilson Powless   | EF Education-EasyPost | + 25s    |
| 7. | Pierre Latour     | TotalEnergies         | + 28s    |
| 8. | Ben Tulett        | Ineos Grenadiers      | + 28s    |
| 9. | Krists Neilands   | Israel-Premier Tech   | + 28s    |
| 10. | Pau Miquel        | Equipo Kern Pharma    | + 28s    |

### 4.ª etapa
| Saint-Christol-lès-Alès - Mont Bouquet | etapa escarpada | (147,5 km) |

| \| Classificação por etapas \| Classificação por etapas \| Classificação por etapas \| Classificação por etapas \| Classificação por etapas \| \| Ciclista \| Ciclista \| Equipe \| Tempo \| \| \| ------------------------ \| ------------------------ \| ------------------------ \| ------------------------ \| ------------------------ \| \| 1. \| Mattias Skjelmose \| Trek-Segafredo \| 3h22m23s \| \| \| 2. \| Neilson Powless \| EF Education-EasyPost \| + 0s \| \| \| 3. \| Pierre Latour \| TotalEnergies \| + 13s \| \| \| 4. \| Pavel Sivakov \| Ineos Grenadiers \| + 19s \| \| \| 5. \| Kévin Vauquelin \| Arkéa-Samsic \| + 1m06s \| \| \| 6. \| Thibaut Pinot \| Groupama-FDJ \| + 1m17s \| \| \| 7. \| Hugo Houle \| Israel-Premier Tech \| + 1m30s \| \| \| 8. \| Arnaud De Lie \| Lotto Dstny \| + 1m34s \| \| \| 9. \| Julien Bernard \| Trek-Segafredo \| + 1m40s \| \| \| 10. \| Axel Laurance \| Alpecin-Deceuninck \| + 1m53s \| \| |                   |                       |          |
| |                   |                       |          |
| |                   |                       |          |
| Classificação por etapas |                   |                       |          |
| Ciclista | Ciclista          | Equipe                | Tempo    |
| 1. | Mattias Skjelmose | Trek-Segafredo        | 3h22m23s |
| 2. | Neilson Powless   | EF Education-EasyPost | + 0s     |
| 3. | Pierre Latour     | TotalEnergies         | + 13s    |
| 4. | Pavel Sivakov     | Ineos Grenadiers      | + 19s    |
| 5. | Kévin Vauquelin   | Arkéa-Samsic          | + 1m06s  |
| 6. | Thibaut Pinot     | Groupama-FDJ          | + 1m17s  |
| 7. | Hugo Houle        | Israel-Premier Tech   | + 1m30s  |
| 8. | Arnaud De Lie     | Lotto Dstny           | + 1m34s  |
| 9. | Julien Bernard    | Trek-Segafredo        | + 1m40s  |
| 10. | Axel Laurance     | Alpecin-Deceuninck    | + 1m53s  |

| \| Classificação geral \| Classificação geral \| Classificação geral \| Classificação geral \| Classificação geral \| \| Ciclista \| Ciclista \| Equipe \| Tempo \| \| \| ------------------- \| ------------------- \| --------------------- \| ------------------- \| ------------------- \| \| 1. \| Mattias Skjelmose \| Trek-Segafredo \| 10h56m40s \| \| \| 2. \| Neilson Powless \| EF Education-EasyPost \| + 4s \| \| \| 3. \| Pierre Latour \| TotalEnergies \| + 22s \| \| \| 4. \| Pavel Sivakov \| Ineos Grenadiers \| + 1m00s \| \| \| 5. \| Arnaud De Lie \| Lotto Dstny \| + 1m19s \| \| \| 6. \| Kévin Vauquelin \| Arkéa-Samsic \| + 1m26s \| \| \| 7. \| Thibaut Pinot \| Groupama-FDJ \| + 1m37s \| \| \| 8. \| Hugo Houle \| Israel-Premier Tech \| + 1m50s \| \| \| 9. \| Krists Neilands \| Israel-Premier Tech \| + 2m13s \| \| \| 10. \| Anthony Perez \| Cofidis \| + 2m13s \| \| |                   |                       |           |
| |                   |                       |           |
| |                   |                       |           |
| Classificação geral |                   |                       |           |
| Ciclista | Ciclista          | Equipe                | Tempo     |
| 1. | Mattias Skjelmose | Trek-Segafredo        | 10h56m40s |
| 2. | Neilson Powless   | EF Education-EasyPost | + 4s      |
| 3. | Pierre Latour     | TotalEnergies         | + 22s     |
| 4. | Pavel Sivakov     | Ineos Grenadiers      | + 1m00s   |
| 5. | Arnaud De Lie     | Lotto Dstny           | + 1m19s   |
| 6. | Kévin Vauquelin   | Arkéa-Samsic          | + 1m26s   |
| 7. | Thibaut Pinot     | Groupama-FDJ          | + 1m37s   |
| 8. | Hugo Houle        | Israel-Premier Tech   | + 1m50s   |
| 9. | Krists Neilands   | Israel-Premier Tech   | + 2m13s   |
| 10. | Anthony Perez     | Cofidis               | + 2m13s   |

### 5.ª etapa
| Alès - Alès | contrarrelógio individual | (10,66 km) |

| \| Classificação por etapas \| Classificação por etapas \| Classificação por etapas \| Classificação por etapas \| Classificação por etapas \| \| Ciclista \| Ciclista \| Equipe \| Tempo \| \| \| ------------------------ \| ------------------------ \| ------------------------ \| ------------------------ \| ------------------------ \| \| 1. \| Mads Pedersen \| Trek-Segafredo \| 15m25s \| \| \| 2. \| Joshua Tarling \| Ineos Grenadiers \| + 8s \| \| \| 3. \| Ben Tulett \| Ineos Grenadiers \| + 10s \| \| \| 4. \| Kévin Vauquelin \| Arkéa-Samsic \| + 11s \| \| \| 5. \| Pierre Latour \| TotalEnergies \| + 15s \| \| \| 6. \| Magnus Cort \| EF Education-EasyPost \| + 20s \| \| \| 7. \| Ben Turner \| Ineos Grenadiers \| + 20s \| \| \| 8. \| Neilson Powless \| EF Education-EasyPost \| + 21s \| \| \| 9. \| Mattias Skjelmose \| Trek-Segafredo \| + 26s \| \| \| 10. \| Bruno Armirail \| Groupama-FDJ \| + 26s \| \| |                   |                       |        |
| |                   |                       |        |
| |                   |                       |        |
| Classificação por etapas |                   |                       |        |
| Ciclista | Ciclista          | Equipe                | Tempo  |
| 1. | Mads Pedersen     | Trek-Segafredo        | 15m25s |
| 2. | Joshua Tarling    | Ineos Grenadiers      | + 8s   |
| 3. | Ben Tulett        | Ineos Grenadiers      | + 10s  |
| 4. | Kévin Vauquelin   | Arkéa-Samsic          | + 11s  |
| 5. | Pierre Latour     | TotalEnergies         | + 15s  |
| 6. | Magnus Cort       | EF Education-EasyPost | + 20s  |
| 7. | Ben Turner        | Ineos Grenadiers      | + 20s  |
| 8. | Neilson Powless   | EF Education-EasyPost | + 21s  |
| 9. | Mattias Skjelmose | Trek-Segafredo        | + 26s  |
| 10. | Bruno Armirail    | Groupama-FDJ          | + 26s  |

## Classificações finais
- As classificações finalizaram da seguinte forma:[4]

### Classificação geral
| \| Classificação geral \| Classificação geral \| Classificação geral \| Classificação geral \| Classificação geral \| \| Ciclista \| Ciclista \| Equipe \| Tempo \| \| \| ------------------- \| ------------------- \| ---------------------- \| ------------------- \| ------------------- \| \| 1. \| Neilson Powless \| EF Education-EasyPost \| 11h12m30s \| \| \| 2. \| Mattias Skjelmose \| Trek-Segafredo \| + 1s \| \| \| 3. \| Pierre Latour \| TotalEnergies \| + 12s \| \| \| 4. \| Kévin Vauquelin \| Arkéa-Samsic \| + 1m12s \| \| \| 5. \| Pavel Sivakov \| Ineos Grenadiers \| + 1m27s \| \| \| 6. \| Thibaut Pinot \| Groupama-FDJ \| + 1m58s \| \| \| 7. \| Arnaud De Lie \| Lotto Dstny \| + 2m04s \| \| \| 8. \| Hugo Houle \| Israel-Premier Tech \| + 2m27s \| \| \| 9. \| Anthony Perez \| Cofidis \| + 2m36s \| \| \| 10. \| Joel Suter \| Tudor Pro Cycling Team \| + 2m53s \| \| |                   |                        |           |
| |                   |                        |           |
| Fonte: ProCyclingStats |                   |                        |           |
| Classificação geral |                   |                        |           |
| Ciclista | Ciclista          | Equipe                 | Tempo     |
| 1. | Neilson Powless   | EF Education-EasyPost  | 11h12m30s |
| 2. | Mattias Skjelmose | Trek-Segafredo         | + 1s      |
| 3. | Pierre Latour     | TotalEnergies          | + 12s     |
| 4. | Kévin Vauquelin   | Arkéa-Samsic           | + 1m12s   |
| 5. | Pavel Sivakov     | Ineos Grenadiers       | + 1m27s   |
| 6. | Thibaut Pinot     | Groupama-FDJ           | + 1m58s   |
| 7. | Arnaud De Lie     | Lotto Dstny            | + 2m04s   |
| 8. | Hugo Houle        | Israel-Premier Tech    | + 2m27s   |
| 9. | Anthony Perez     | Cofidis                | + 2m36s   |
| 10. | Joel Suter        | Tudor Pro Cycling Team | + 2m53s   |

### Classificação dos pontos
| Classificação por pontos | Classificação por pontos | Classificação por pontos | Classificação por pontos | Classificação por pontos |
| Ciclista                 | Ciclista                 | Equipe                   | Pontos                   |                          |
| ------------------------ | ------------------------ | ------------------------ | ------------------------ | ------------------------ |
| 1.                       | Arnaud De Lie            | Lotto Dstny              | 58 pts                   |                          |
| 2.                       | Mattias Skjelmose        | Trek-Segafredo           | 46 pts                   |                          |
| 3.                       | Mads Pedersen            | Trek-Segafredo           | 45 pts                   |                          |
| 4.                       | Neilson Powless          | EF Education-EasyPost    | 38 pts                   |                          |
| 5.                       | Pierre Latour            | TotalEnergies            | 38 pts                   |                          |
| 6.                       | Kévin Vauquelin          | Arkéa-Samsic             | 31 pts                   |                          |
| 7.                       | Samuel Watson            | Groupama-FDJ             | 21 pts                   |                          |
| 8.                       | Valentin Ferron          | TotalEnergies            | 20 pts                   |                          |
| 9.                       | Ben Tulett               | Ineos Grenadiers         | 20 pts                   |                          |
| 10.                      | Joshua Tarling           | Ineos Grenadiers         | 20 pts                   |                          |

### Classificação da montanha
| Classificação da montanha | Classificação da montanha | Classificação da montanha  | Classificação da montanha | Classificação da montanha |
| Ciclista                  | Ciclista                  | Equipe                     | Pontos                    |                           |
| ------------------------- | ------------------------- | -------------------------- | ------------------------- | ------------------------- |
| 1.                        | Vito Braet                | Team Flanders-Baloise      | 34 pts                    |                           |
| 2.                        | Neilson Powless           | EF Education-EasyPost      | 26 pts                    |                           |
| 3.                        | Mattias Skjelmose         | Trek-Segafredo             | 23 pts                    |                           |
| 4.                        | Dries De Bondt            | Alpecin-Deceuninck         | 18 pts                    |                           |
| 5.                        | Kévin Vauquelin           | Arkéa-Samsic               | 16 pts                    |                           |
| 6.                        | Thomas Champion           | Cofidis                    | 14 pts                    |                           |
| 7.                        | Ben Turner                | Ineos Grenadiers           | 14 pts                    |                           |
| 8.                        | Mads Pedersen             | Trek-Segafredo             | 13 pts                    |                           |
| 9.                        | Andrea Mifsud             | Nice Métropole Côte d'Azur | 12 pts                    |                           |
| 10.                       | Ben Tulett                | Ineos Grenadiers           | 10 pts                    |                           |

### Classificação dos jovens
| Classificação dos jovens | Classificação dos jovens | Classificação dos jovens            | Classificação dos jovens | Classificação dos jovens |
| Ciclista                 | Ciclista                 | Equipe                              | Tempo                    |                          |
| ------------------------ | ------------------------ | ----------------------------------- | ------------------------ | ------------------------ |
| 1.                       | Mattias Skjelmose        | Trek-Segafredo                      | 11h12m31s                |                          |
| 2.                       | Kévin Vauquelin          | Arkéa-Samsic                        | + 1m11s                  |                          |
| 3.                       | Arnaud De Lie            | Lotto Dstny                         | + 2m03s                  |                          |
| 4.                       | Pau Miquel               | Equipo Kern Pharma                  | + 3m07s                  |                          |
| 5.                       | Axel Laurance            | Alpecin-Deceuninck Development Team | + 3m58s                  |                          |
| 6.                       | Raúl García Pierna       | Equipo Kern Pharma                  | + 4m09s                  |                          |
| 7.                       | Jenno Berckmoes          | Team Flanders-Baloise               | + 5m32s                  |                          |
| 8.                       | Louis Barré              | Arkéa-Samsic                        | + 8m31s                  |                          |
| 9.                       | Petr Kelemen             | Tudor Pro Cycling Team              | + 10m13s                 |                          |
| 10.                      | Luca Van Boven           | Bingoal WB                          | + 12m22s                 |                          |

### Classificação por equipas
| Classificação por equipes | Classificação por equipes | Classificação por equipes | Classificação por equipes |
| Equipe                    | Equipe                    | Tempo                     |                           |
| ------------------------- | ------------------------- | ------------------------- | ------------------------- |
| 1.                        | TotalEnergies             | 33h44m32s                 |                           |
| 2.                        | Israel-Premier Tech       | + 1m37s                   |                           |
| 3.                        | Cofidis                   | + 5m33s                   |                           |
| 4.                        | AG2R Citroën Team         | + 7m07s                   |                           |
| 5.                        | Tudor Pro Cycling Team    | + 7m43s                   |                           |

## Evolução das classificações
| Etapa |                           | Vencedor _        | Classificação geral | Prêmio por pontos | Prêmio de montanha | Juventude         | Equipes               |
| ----- | ------------------------- | ----------------- | ------------------- | ----------------- | ------------------ | ----------------- | --------------------- |
| 1     | etapa plana               | Arnaud De Lie     | Arnaud De Lie       | Arnaud De Lie     | Ayco Bastiaens     | Arnaud De Lie     | EF Education-EasyPost |
| 2     | etapa escarpada           | stage neutralised | Arnaud De Lie       | Arnaud De Lie     | Vito Braet         | Arnaud De Lie     | EF Education-EasyPost |
| 3     | etapa escarpada           | Arnaud De Lie     | Arnaud De Lie       | Arnaud De Lie     | Vito Braet         | Arnaud De Lie     | Israel-Premier Tech   |
| 4     | etapa escarpada           | Mattias Skjelmose | Mattias Skjelmose   | Arnaud De Lie     | Vito Braet         | Mattias Skjelmose | TotalEnergies         |
| 5     | contrarrelógio individual | Mads Pedersen     | Neilson Powless     | Arnaud De Lie     | Vito Braet         | Mattias Skjelmose | TotalEnergies         |
| Final | Final                     |                   | Neilson Powless     | Arnaud De Lie     | Vito Braet         | Mattias Skjelmose | TotalEnergies         |

## Ciclistas participantes e posições finais[2]
| Cofidis COF | Cofidis COF               | Cofidis COF |
| ----------- | ------------------------- | ----------- |
| Num         | Ciclista                  | Pos         |
| 1           | Benjamin Thomas (FRA)     | 11.         |
| 2           | Thomas Champion (FRA)     | 105.        |
| 3           | Alexandre Delettre (FRA)  | 27.         |
| 4           | Anthony Perez (FRA)       | 9.          |
| 5           | Pierre-Luc Périchon (FRA) | 74.         |
| 6           | Hugo Toumire (FRA)        | 64.         |
| 7           | Jelle Wallays (BEL)       | 91.         |

| Ineos Grenadiers IGD | Ineos Grenadiers IGD     | Ineos Grenadiers IGD |
| -------------------- | ------------------------ | -------------------- |
| Num                  | Ciclista                 | Pos                  |
| 11                   | Michał Kwiatkowski (POL) | 54.                  |
| 12                   | Michael Leonard (CAN)    | 86.                  |
| 13                   | Luke Rowe (GBR)          | 60.                  |
| 14                   | Pavel Sivakov (FRA)      | 5.                   |
| 15                   | Joshua Tarling (GBR)     | 56.                  |
| 16                   | Ben Tulett (GBR)         | 49.                  |
| 17                   | Ben Turner (GBR)         | 38.                  |

| AG2R Citroën Team ACT | AG2R Citroën Team ACT        | AG2R Citroën Team ACT |
| --------------------- | ---------------------------- | --------------------- |
| Num                   | Ciclista                     | Pos                   |
| 21                    | Benoît Cosnefroy (FRA)       | 39.                   |
| 22                    | Franck Bonnamour (FRA)       | 16.                   |
| 23                    | Greg Van Avermaet (BEL)      | 20.                   |
| 24                    | Oliver Naesen (BEL)          | 29.                   |
| 25                    | Valentin Paret-Peintre (FRA) | 96.                   |
| 26                    | Valentin Retailleau (FRA)    | 66.                   |
| 27                    | Larry Warbasse (USA)         | 53.                   |

| Trek-Segafredo TFS | Trek-Segafredo TFS      | Trek-Segafredo TFS |
| ------------------ | ----------------------- | ------------------ |
| Num                | Ciclista                | Pos                |
| 31                 | Mads Pedersen (DEN)     | 69.                |
| 32                 | Julien Bernard (FRA)    | 13.                |
| 33                 | Markus Hoelgaard (NOR)  | 51.                |
| 34                 | Jacopo Mosca (ITA)      | 81.                |
| 35                 | Mattias Skjelmose (DEN) | 2.                 |
| 36                 | Toms Skujiņš (LAT)      | 68.                |
| 37                 | Otto Vergaerde (BEL)    | DNF-1              |

| Groupama-FDJ GFC | Groupama-FDJ GFC        | Groupama-FDJ GFC |
| ---------------- | ----------------------- | ---------------- |
| Num              | Ciclista                | Pos              |
| 41               | Thibaut Pinot (FRA)     | 6.               |
| 42               | Bruno Armirail (FRA)    | 52.              |
| 43               | Enzo Paleni (FRA)       | 109.             |
| 44               | Fabian Lienhard (SUI)   | 98.              |
| 45               | Jake Stewart (GBR)      | DNF-4            |
| 46               | Lars van den Berg (NED) | NP-3             |
| 47               | Samuel Watson (GBR)     | 55.              |

| Alpecin-Deceuninck ADC | Alpecin-Deceuninck ADC      | Alpecin-Deceuninck ADC |
| ---------------------- | --------------------------- | ---------------------- |
| Num                    | Ciclista                    | Pos                    |
| 51                     | Dries De Bondt (BEL)        | 75.                    |
| 52                     | Robbe Ghys (BEL)            | 108.                   |
| 53                     | Axel Laurance (FRA)         | 18.                    |
| 54                     | Edward Planckaert (BEL)     | 76.                    |
| 55                     | Lionel Taminiaux (BEL)      | 79.                    |
| 56                     | Fabio Van den Bossche (BEL) | 43.                    |
| 57                     | Ayco Bastiaens (BEL)        | 87.                    |

| EF Education-EasyPost EFE | EF Education-EasyPost EFE    | EF Education-EasyPost EFE |
| ------------------------- | ---------------------------- | ------------------------- |
| Num                       | Ciclista                     | Pos                       |
| 61                        | Magnus Cort (DEN)            | 58.                       |
| 62                        | Stefan Bissegger (SUI) (CRI) | 72.                       |
| 63                        | Simon Carr (GBR)             | 111.                      |
| 64                        | Ben Healy (IRL)              | NP-3                      |
| 65                        | Mark Padun (UKR)             | 100.                      |
| 66                        | Andrea Piccolo (ITA)         | 57.                       |
| 67                        | Neilson Powless (USA)        | 1.                        |

| Arkéa-Samsic ARK | Arkéa-Samsic ARK         | Arkéa-Samsic ARK |
| ---------------- | ------------------------ | ---------------- |
| Num              | Ciclista                 | Pos              |
| 71               | Kévin Vauquelin (FRA)    | 4.               |
| 72               | Alan Riou (FRA)          | 92.              |
| 73               | Thibault Guernalec (FRA) | 37.              |
| 74               | Daniel McLay (GBR)       | 104.             |
| 75               | Luca Mozzato (ITA)       | 50.              |
| 76               | Louis Barré (FRA)        | 31.              |
| 77               | Laurent Pichon (FRA)     | 85.              |

| Israel-Premier Tech IPT | Israel-Premier Tech IPT | Israel-Premier Tech IPT |
| ----------------------- | ----------------------- | ----------------------- |
| Num                     | Ciclista                | Pos                     |
| 81                      | Guillaume Boivin (CAN)  | NP-5                    |
| 82                      | Hugo Houle (CAN)        | 8.                      |
| 83                      | Krists Neilands (LAT)   | 12.                     |
| 84                      | Dylan Teuns (BEL)       | 15.                     |
| 85                      | Sep Vanmarcke (BEL)     | 34.                     |
| 86                      | Oded Kogut (ISR)        | 112.                    |
| 87                      | Nadav Raisberg (ISR)    | 61.                     |

| Lotto Dstny LTD | Lotto Dstny LTD          | Lotto Dstny LTD |
| --------------- | ------------------------ | --------------- |
| Num             | Ciclista                 | Pos             |
| 91              | Arnaud De Lie (BEL)      | 7.              |
| 92              | Cedric Beullens (BEL)    | NP-3            |
| 93              | Jasper De Buyst (BEL)    | 46.             |
| 94              | Johannes Adamietz (GER)  | HD-5            |
| 95              | Sébastien Grignard (BEL) | NP-3            |
| 96              | Liam Slock (BEL)         | 77.             |
| 97              | Brent Van Moer (BEL)     | 25.             |

| TotalEnergies TEN | TotalEnergies TEN        | TotalEnergies TEN |
| ----------------- | ------------------------ | ----------------- |
| Num               | Ciclista                 | Pos               |
| 101               | Pierre Latour (FRA)      | 3.                |
| 102               | Mathieu Burgaudeau (FRA) | 17.               |
| 103               | Anthony Turgis (FRA)     | 36.               |
| 104               | Thomas Bonnet (FRA)      | 26.               |
| 105               | Valentin Ferron (FRA)    | 21.               |
| 106               | Julien Simon (FRA)       | 32.               |
| 107               | Dries Van Gestel (BEL)   | 44.               |

| Team Flanders-Baloise TFB | Team Flanders-Baloise TFB | Team Flanders-Baloise TFB |
| ------------------------- | ------------------------- | ------------------------- |
| Num                       | Ciclista                  | Pos                       |
| 111                       | Jenno Berckmoes (BEL)     | 23.                       |
| 112                       | Vito Braet (BEL)          | 106.                      |
| 113                       | Gilles De Wilde (BEL)     | 59.                       |
| 114                       | Milan Fretin (BEL)        | 95.                       |
| 115                       | Elias Maris (BEL)         | 73.                       |
| 116                       | Aaron Van Poucke (BEL)    | 93.                       |
| 117                       | Aaron Verwilst (BEL)      | DNF-1                     |

| Uno-X Pro Cycling Team UXT | Uno-X Pro Cycling Team UXT       | Uno-X Pro Cycling Team UXT |
| -------------------------- | -------------------------------- | -------------------------- |
| Num                        | Ciclista                         | Pos                        |
| 121                        | Kristoffer Halvorsen (NOR)       | 67.                        |
| 122                        | Anders Halland Johannessen (NOR) | DNF-4                      |
| 123                        | Erik Nordsæter Resell (NOR)      | 48.                        |
| 124                        | William Blume Levy (DEN)         | 107.                       |
| 125                        | Martin Bugge Urianstad (NOR)     | 35.                        |
| 126                        | Rasmus Tiller (NOR) (estrada)    | 45.                        |
| 127                        | Fredrik Dversnes (NOR)           | 22.                        |

| Equipo Kern Pharma EKP | Equipo Kern Pharma EKP      | Equipo Kern Pharma EKP |
| ---------------------- | --------------------------- | ---------------------- |
| Num                    | Ciclista                    | Pos                    |
| 131                    | Francisco Galván (ESP)      | DNF-4                  |
| 132                    | Martí Márquez (ESP)         | NP-3                   |
| 133                    | Danny van der Tuuk (NED)    | 70.                    |
| 134                    | Raúl García Pierna (ESP)    | 19.                    |
| 135                    | Álex Jaime (ESP)            | 89.                    |
| 136                    | Eugenio Sánchez López (ESP) | DNF-4                  |
| 137                    | Pau Miquel (ESP)            | 14.                    |

| Bingoal WB BWB | Bingoal WB BWB          | Bingoal WB BWB |
| -------------- | ----------------------- | -------------- |
| Num            | Ciclista                | Pos            |
| 141            | Floris De Tier (BEL)    | HD-5           |
| 142            | Johan Meens (BEL)       | 78.            |
| 143            | Julian Mertens (BEL)    | DNF-4          |
| 144            | Rémy Mertz (BEL)        | 42.            |
| 145            | Ludovic Robeet (BEL)    | 101.           |
| 146            | Luca Van Boven (BEL)    | 41.            |
| 147            | Nathan Vandepitte (FRA) | NP-3           |

| Tudor Pro Cycling Team TUD | Tudor Pro Cycling Team TUD     | Tudor Pro Cycling Team TUD |
| -------------------------- | ------------------------------ | -------------------------- |
| Num                        | Ciclista                       | Pos                        |
| 151                        | Tom Bohli (SUI)                | 71.                        |
| 152                        | Jacob Eriksson (SWE)           | NP-3                       |
| 153                        | Lucas Eriksson (SWE) (estrada) | 24.                        |
| 154                        | Alexander Kamp (DEN)           | 97.                        |
| 155                        | Simon Pellaud (SUI)            | 30.                        |
| 156                        | Petr Kelemen (CZE)             | 33.                        |
| 157                        | Joel Suter (SUI)               | 10.                        |

| Saint Michel-Mavic-Auber 93 AUB | Saint Michel-Mavic-Auber 93 AUB | Saint Michel-Mavic-Auber 93 AUB |
| ------------------------------- | ------------------------------- | ------------------------------- |
| Num                             | Ciclista                        | Pos                             |
| 161                             | Rudy Barbier (FRA)              | HD-5                            |
| 162                             | Romain Cardis (FRA)             | 65.                             |
| 163                             | Nicolas Debeaumarché (FRA)      | 63.                             |
| 164                             | Théo Delacroix (FRA)            | 28.                             |
| 165                             | Flavien Maurelet (FRA)          | 90.                             |
| 166                             | Anthony Maldonado (FRA)         | 84.                             |
| 167                             | Morne van Niekerk (RSA)         | NP-3                            |

| Go Sport-Roubaix Lille Métropole GRL | Go Sport-Roubaix Lille Métropole GRL | Go Sport-Roubaix Lille Métropole GRL |
| ------------------------------------ | ------------------------------------ | ------------------------------------ |
| Num                                  | Ciclista                             | Pos                                  |
| 171                                  | Rait Ärm (EST)                       | HD-5                                 |
| 172                                  | Thomas Boudat (FRA)                  | NP-3                                 |
| 173                                  | Kenny Molly (BEL)                    | DNF-4                                |
| 174                                  | Samuel Leroux (FRA)                  | 82.                                  |
| 175                                  | Jérémy Leveau (FRA)                  | 103.                                 |
| 176                                  | Valentin Tabellion (FRA)             | NP-3                                 |
| 177                                  | Norman Vahtra (EST)                  | 80.                                  |

| CIC U Nantes Atlantique UCN | CIC U Nantes Atlantique UCN   | CIC U Nantes Atlantique UCN |
| --------------------------- | ----------------------------- | --------------------------- |
| Num                         | Ciclista                      | Pos                         |
| 181                         | Pierre Barbier (FRA)          | HD-5                        |
| 182                         | Jordan Jegat (FRA)            | 40.                         |
| 183                         | Léo Danès (FRA)               | 88.                         |
| 184                         | Maël Guégan (FRA)             | 47.                         |
| 185                         | Nolann Mahoudo (FRA)          | DNF-4                       |
| 186                         | Emmanuel Morin (FRA)          | 99.                         |
| 187                         | Rasmus Søjberg Pedersen (DEN) | 110.                        |

| Nice Métropole Côte d'Azur NMC | Nice Métropole Côte d'Azur NMC | Nice Métropole Côte d'Azur NMC |
| ------------------------------ | ------------------------------ | ------------------------------ |
| Num                            | Ciclista                       | Pos                            |
| 191                            | Jonathan Couanon (FRA)         | HD-5                           |
| 192                            | Paul Hennequin (FRA)           | DNF-4                          |
| 193                            | Damien Girard (FRA)            | DNF-4                          |
| 194                            | Julian Lino (FRA)              | 94.                            |
| 195                            | Jean-Louis Le Ny (FRA)         | 83.                            |
| 196                            | Andrea Mifsud                  | 62.                            |
| 197                            | Larry Valvasori (LUX)          | 102.                           |

| Cofidis COF | Cofidis COF               | Cofidis COF |
| ----------- | ------------------------- | ----------- |
| Num         | Ciclista                  | Pos         |
| 1           | Benjamin Thomas (FRA)     | 11.         |
| 2           | Thomas Champion (FRA)     | 105.        |
| 3           | Alexandre Delettre (FRA)  | 27.         |
| 4           | Anthony Perez (FRA)       | 9.          |
| 5           | Pierre-Luc Périchon (FRA) | 74.         |
| 6           | Hugo Toumire (FRA)        | 64.         |
| 7           | Jelle Wallays (BEL)       | 91.         |

| Ineos Grenadiers IGD | Ineos Grenadiers IGD     | Ineos Grenadiers IGD |
| -------------------- | ------------------------ | -------------------- |
| Num                  | Ciclista                 | Pos                  |
| 11                   | Michał Kwiatkowski (POL) | 54.                  |
| 12                   | Michael Leonard (CAN)    | 86.                  |
| 13                   | Luke Rowe (GBR)          | 60.                  |
| 14                   | Pavel Sivakov (FRA)      | 5.                   |
| 15                   | Joshua Tarling (GBR)     | 56.                  |
| 16                   | Ben Tulett (GBR)         | 49.                  |
| 17                   | Ben Turner (GBR)         | 38.                  |

| AG2R Citroën Team ACT | AG2R Citroën Team ACT        | AG2R Citroën Team ACT |
| --------------------- | ---------------------------- | --------------------- |
| Num                   | Ciclista                     | Pos                   |
| 21                    | Benoît Cosnefroy (FRA)       | 39.                   |
| 22                    | Franck Bonnamour (FRA)       | 16.                   |
| 23                    | Greg Van Avermaet (BEL)      | 20.                   |
| 24                    | Oliver Naesen (BEL)          | 29.                   |
| 25                    | Valentin Paret-Peintre (FRA) | 96.                   |
| 26                    | Valentin Retailleau (FRA)    | 66.                   |
| 27                    | Larry Warbasse (USA)         | 53.                   |

| Trek-Segafredo TFS | Trek-Segafredo TFS      | Trek-Segafredo TFS |
| ------------------ | ----------------------- | ------------------ |
| Num                | Ciclista                | Pos                |
| 31                 | Mads Pedersen (DEN)     | 69.                |
| 32                 | Julien Bernard (FRA)    | 13.                |
| 33                 | Markus Hoelgaard (NOR)  | 51.                |
| 34                 | Jacopo Mosca (ITA)      | 81.                |
| 35                 | Mattias Skjelmose (DEN) | 2.                 |
| 36                 | Toms Skujiņš (LAT)      | 68.                |
| 37                 | Otto Vergaerde (BEL)    | DNF-1              |

| Groupama-FDJ GFC | Groupama-FDJ GFC        | Groupama-FDJ GFC |
| ---------------- | ----------------------- | ---------------- |
| Num              | Ciclista                | Pos              |
| 41               | Thibaut Pinot (FRA)     | 6.               |
| 42               | Bruno Armirail (FRA)    | 52.              |
| 43               | Enzo Paleni (FRA)       | 109.             |
| 44               | Fabian Lienhard (SUI)   | 98.              |
| 45               | Jake Stewart (GBR)      | DNF-4            |
| 46               | Lars van den Berg (NED) | NP-3             |
| 47               | Samuel Watson (GBR)     | 55.              |

| Alpecin-Deceuninck ADC | Alpecin-Deceuninck ADC      | Alpecin-Deceuninck ADC |
| ---------------------- | --------------------------- | ---------------------- |
| Num                    | Ciclista                    | Pos                    |
| 51                     | Dries De Bondt (BEL)        | 75.                    |
| 52                     | Robbe Ghys (BEL)            | 108.                   |
| 53                     | Axel Laurance (FRA)         | 18.                    |
| 54                     | Edward Planckaert (BEL)     | 76.                    |
| 55                     | Lionel Taminiaux (BEL)      | 79.                    |
| 56                     | Fabio Van den Bossche (BEL) | 43.                    |
| 57                     | Ayco Bastiaens (BEL)        | 87.                    |

| EF Education-EasyPost EFE | EF Education-EasyPost EFE    | EF Education-EasyPost EFE |
| ------------------------- | ---------------------------- | ------------------------- |
| Num                       | Ciclista                     | Pos                       |
| 61                        | Magnus Cort (DEN)            | 58.                       |
| 62                        | Stefan Bissegger (SUI) (CRI) | 72.                       |
| 63                        | Simon Carr (GBR)             | 111.                      |
| 64                        | Ben Healy (IRL)              | NP-3                      |
| 65                        | Mark Padun (UKR)             | 100.                      |
| 66                        | Andrea Piccolo (ITA)         | 57.                       |
| 67                        | Neilson Powless (USA)        | 1.                        |

| Arkéa-Samsic ARK | Arkéa-Samsic ARK         | Arkéa-Samsic ARK |
| ---------------- | ------------------------ | ---------------- |
| Num              | Ciclista                 | Pos              |
| 71               | Kévin Vauquelin (FRA)    | 4.               |
| 72               | Alan Riou (FRA)          | 92.              |
| 73               | Thibault Guernalec (FRA) | 37.              |
| 74               | Daniel McLay (GBR)       | 104.             |
| 75               | Luca Mozzato (ITA)       | 50.              |
| 76               | Louis Barré (FRA)        | 31.              |
| 77               | Laurent Pichon (FRA)     | 85.              |

| Israel-Premier Tech IPT | Israel-Premier Tech IPT | Israel-Premier Tech IPT |
| ----------------------- | ----------------------- | ----------------------- |
| Num                     | Ciclista                | Pos                     |
| 81                      | Guillaume Boivin (CAN)  | NP-5                    |
| 82                      | Hugo Houle (CAN)        | 8.                      |
| 83                      | Krists Neilands (LAT)   | 12.                     |
| 84                      | Dylan Teuns (BEL)       | 15.                     |
| 85                      | Sep Vanmarcke (BEL)     | 34.                     |
| 86                      | Oded Kogut (ISR)        | 112.                    |
| 87                      | Nadav Raisberg (ISR)    | 61.                     |

| Lotto Dstny LTD | Lotto Dstny LTD          | Lotto Dstny LTD |
| --------------- | ------------------------ | --------------- |
| Num             | Ciclista                 | Pos             |
| 91              | Arnaud De Lie (BEL)      | 7.              |
| 92              | Cedric Beullens (BEL)    | NP-3            |
| 93              | Jasper De Buyst (BEL)    | 46.             |
| 94              | Johannes Adamietz (GER)  | HD-5            |
| 95              | Sébastien Grignard (BEL) | NP-3            |
| 96              | Liam Slock (BEL)         | 77.             |
| 97              | Brent Van Moer (BEL)     | 25.             |

| TotalEnergies TEN | TotalEnergies TEN        | TotalEnergies TEN |
| ----------------- | ------------------------ | ----------------- |
| Num               | Ciclista                 | Pos               |
| 101               | Pierre Latour (FRA)      | 3.                |
| 102               | Mathieu Burgaudeau (FRA) | 17.               |
| 103               | Anthony Turgis (FRA)     | 36.               |
| 104               | Thomas Bonnet (FRA)      | 26.               |
| 105               | Valentin Ferron (FRA)    | 21.               |
| 106               | Julien Simon (FRA)       | 32.               |
| 107               | Dries Van Gestel (BEL)   | 44.               |

| Team Flanders-Baloise TFB | Team Flanders-Baloise TFB | Team Flanders-Baloise TFB |
| ------------------------- | ------------------------- | ------------------------- |
| Num                       | Ciclista                  | Pos                       |
| 111                       | Jenno Berckmoes (BEL)     | 23.                       |
| 112                       | Vito Braet (BEL)          | 106.                      |
| 113                       | Gilles De Wilde (BEL)     | 59.                       |
| 114                       | Milan Fretin (BEL)        | 95.                       |
| 115                       | Elias Maris (BEL)         | 73.                       |
| 116                       | Aaron Van Poucke (BEL)    | 93.                       |
| 117                       | Aaron Verwilst (BEL)      | DNF-1                     |

| Uno-X Pro Cycling Team UXT | Uno-X Pro Cycling Team UXT       | Uno-X Pro Cycling Team UXT |
| -------------------------- | -------------------------------- | -------------------------- |
| Num                        | Ciclista                         | Pos                        |
| 121                        | Kristoffer Halvorsen (NOR)       | 67.                        |
| 122                        | Anders Halland Johannessen (NOR) | DNF-4                      |
| 123                        | Erik Nordsæter Resell (NOR)      | 48.                        |
| 124                        | William Blume Levy (DEN)         | 107.                       |
| 125                        | Martin Bugge Urianstad (NOR)     | 35.                        |
| 126                        | Rasmus Tiller (NOR) (estrada)    | 45.                        |
| 127                        | Fredrik Dversnes (NOR)           | 22.                        |

| Equipo Kern Pharma EKP | Equipo Kern Pharma EKP      | Equipo Kern Pharma EKP |
| ---------------------- | --------------------------- | ---------------------- |
| Num                    | Ciclista                    | Pos                    |
| 131                    | Francisco Galván (ESP)      | DNF-4                  |
| 132                    | Martí Márquez (ESP)         | NP-3                   |
| 133                    | Danny van der Tuuk (NED)    | 70.                    |
| 134                    | Raúl García Pierna (ESP)    | 19.                    |
| 135                    | Álex Jaime (ESP)            | 89.                    |
| 136                    | Eugenio Sánchez López (ESP) | DNF-4                  |
| 137                    | Pau Miquel (ESP)            | 14.                    |

| Bingoal WB BWB | Bingoal WB BWB          | Bingoal WB BWB |
| -------------- | ----------------------- | -------------- |
| Num            | Ciclista                | Pos            |
| 141            | Floris De Tier (BEL)    | HD-5           |
| 142            | Johan Meens (BEL)       | 78.            |
| 143            | Julian Mertens (BEL)    | DNF-4          |
| 144            | Rémy Mertz (BEL)        | 42.            |
| 145            | Ludovic Robeet (BEL)    | 101.           |
| 146            | Luca Van Boven (BEL)    | 41.            |
| 147            | Nathan Vandepitte (FRA) | NP-3           |

| Tudor Pro Cycling Team TUD | Tudor Pro Cycling Team TUD     | Tudor Pro Cycling Team TUD |
| -------------------------- | ------------------------------ | -------------------------- |
| Num                        | Ciclista                       | Pos                        |
| 151                        | Tom Bohli (SUI)                | 71.                        |
| 152                        | Jacob Eriksson (SWE)           | NP-3                       |
| 153                        | Lucas Eriksson (SWE) (estrada) | 24.                        |
| 154                        | Alexander Kamp (DEN)           | 97.                        |
| 155                        | Simon Pellaud (SUI)            | 30.                        |
| 156                        | Petr Kelemen (CZE)             | 33.                        |
| 157                        | Joel Suter (SUI)               | 10.                        |

| Saint Michel-Mavic-Auber 93 AUB | Saint Michel-Mavic-Auber 93 AUB | Saint Michel-Mavic-Auber 93 AUB |
| ------------------------------- | ------------------------------- | ------------------------------- |
| Num                             | Ciclista                        | Pos                             |
| 161                             | Rudy Barbier (FRA)              | HD-5                            |
| 162                             | Romain Cardis (FRA)             | 65.                             |
| 163                             | Nicolas Debeaumarché (FRA)      | 63.                             |
| 164                             | Théo Delacroix (FRA)            | 28.                             |
| 165                             | Flavien Maurelet (FRA)          | 90.                             |
| 166                             | Anthony Maldonado (FRA)         | 84.                             |
| 167                             | Morne van Niekerk (RSA)         | NP-3                            |

| Go Sport-Roubaix Lille Métropole GRL | Go Sport-Roubaix Lille Métropole GRL | Go Sport-Roubaix Lille Métropole GRL |
| ------------------------------------ | ------------------------------------ | ------------------------------------ |
| Num                                  | Ciclista                             | Pos                                  |
| 171                                  | Rait Ärm (EST)                       | HD-5                                 |
| 172                                  | Thomas Boudat (FRA)                  | NP-3                                 |
| 173                                  | Kenny Molly (BEL)                    | DNF-4                                |
| 174                                  | Samuel Leroux (FRA)                  | 82.                                  |
| 175                                  | Jérémy Leveau (FRA)                  | 103.                                 |
| 176                                  | Valentin Tabellion (FRA)             | NP-3                                 |
| 177                                  | Norman Vahtra (EST)                  | 80.                                  |

| CIC U Nantes Atlantique UCN | CIC U Nantes Atlantique UCN   | CIC U Nantes Atlantique UCN |
| --------------------------- | ----------------------------- | --------------------------- |
| Num                         | Ciclista                      | Pos                         |
| 181                         | Pierre Barbier (FRA)          | HD-5                        |
| 182                         | Jordan Jegat (FRA)            | 40.                         |
| 183                         | Léo Danès (FRA)               | 88.                         |
| 184                         | Maël Guégan (FRA)             | 47.                         |
| 185                         | Nolann Mahoudo (FRA)          | DNF-4                       |
| 186                         | Emmanuel Morin (FRA)          | 99.                         |
| 187                         | Rasmus Søjberg Pedersen (DEN) | 110.                        |

| Nice Métropole Côte d'Azur NMC | Nice Métropole Côte d'Azur NMC | Nice Métropole Côte d'Azur NMC |
| ------------------------------ | ------------------------------ | ------------------------------ |
| Num                            | Ciclista                       | Pos                            |
| 191                            | Jonathan Couanon (FRA)         | HD-5                           |
| 192                            | Paul Hennequin (FRA)           | DNF-4                          |
| 193                            | Damien Girard (FRA)            | DNF-4                          |
| 194                            | Julian Lino (FRA)              | 94.                            |
| 195                            | Jean-Louis Le Ny (FRA)         | 83.                            |
| 196                            | Andrea Mifsud                  | 62.                            |
| 197                            | Larry Valvasori (LUX)          | 102.                           |

Convenções:
- AB-N: Abandono na etapa "N"
- FLT-N: Retiro por chegada fora do limite de tempo na etapa "N"
- NTS-N: Não tomou a saída para a etapa "N"
- DES-N: Desclassificado ou expulsado na etapa "N"

## UCI World Ranking
A Estrela de Bessèges outorgou pontos para o UCI World Ranking para corredores das equipas nas categorias UCI WorldTeam, UCI ProTeam e Continental. As seguintes tabelas são o barómetro de pontuação e os dez corredores que obtiveram mais pontos:
| Posição             | 1.º | 2.º | 3.º | 4.º | 5.º | 6.º | 7.º | 8.º | 9.º | 10.º | 11.º | 12.º | 13.º-15.º | 16.º-25.º |
| Classificação geral | 125 | 85  | 70  | 60  | 50  | 40  | 35  | 30  | 25  | 20   | 15   | 10   | 5         | 3         |
| Por etapa           | 14  | 5   | 3   |     |     |     |     |     |     |      |      |      |           |           |
| Líder               | 3   |     |     |     |     |     |     |     |     |      |      |      |           |           |

| Classificação |                          |                       |       |       |       |       |
| Posição       | Ciclista                 | Equipa                | Geral | Etapa | Líder | Total |
| ------------- | ------------------------ | --------------------- | ----- | ----- | ----- | ----- |
| 1.º           | Neilson Powless          | EF Education-EasyPost | 125   | 5     | -     | 130   |
| 2.º           | Mattias Skjelmose Jensen | Trek-Segafredo        | 85    | 14    | 3     | 102   |
| 3.º           | Pierre Latour            | TotalEnergies         | 70    | 3     | -     | 73    |
| 4.º           | Arnaud De Lie            | Lotto Dstny           | 35    | 28    | 9     | 72    |
| 5.º           | Kévin Vauquelin          | Arkéa Samsic          | 60    | -     | -     | 60    |
| 6.º           | Pavel Sivakov            | Ineos Grenadiers      | 50    | -     | -     | 50    |
| 7.º           | Thibaut Pinot            | Groupama-FDJ          | 40    | -     | -     | 40    |
| 8.º           | Hugo Houle               | Israel-Premier Tech   | 30    | -     | -     | 30    |
| 9.º           | Anthony Perez            | Cofidis               | 25    | -     | -     | 25    |
| 10.º          | Joel Suter               | Tudor                 | 20    | -     | -     | 20    |